# Per Abbat
Per Abbat (forse 1180 – 1232?) è stato probabilmente l'autore dell'unica copia conosciuta del poema spagnolo Cantar del mio Cid.
Il nome Per(o) Ab(b)at era molto diffuso all'epoca, quindi è difficile identificarlo con sicurezza. Inoltre, ancora oggi, per la mancanza di prove affidabili non si ha alcun tipo di informazione sul suo aspetto fisico. La copia, posteriore alla redazione originale, è datata 1207 o 1307. A seconda della data, Abbat passerebbe dall'essere un mero copista all'autore dell'opera.
Per sostenere la seconda teoria, solitamente si ricorre all'interpretazione letterale dell'explicit con cui finisce il manoscritto:
Basandosi su un documento del 1220 ritrovato nella cattedrale di Osma, Timoteo Riaño ha creduto di identificarlo con un abate con lo stesso nome (Pedro, abate) che visse all'inizio del XIII secolo a Fresno de Caracena, vicino a Gormaz. Da parte sua, Colin Smith ha proposto un'elaborata teoria secondo la quale Pedro Abate sarebbe un avvocato di ceto borghese che nel 1223 fece causa contro il monastero di Aguilar de Campo sostenendo quello di Santa Eugenia in una lite riguardo ad alcuni possedimenti. Per sostenere la sua parte, Pedro avrebbe usato materiali che potrebbero essere stati usati anni prima (nel 1207) per comporre il poema.